# Alexandre Boudry
Pour les articles homonymes, voir Boudry (homonymie).
Alexandre Boudry est un linguiste et professeur suisse né le 22 mars 1944 à Oron-la-Ville. 

## Biographie
À l'âge de 5 ans il déménage à Lausanne où il entame sa scolarité. Il poursuit des études en lettres à l'Université de Lausanne. Durant sa vie estudiantine, il effectue de nombreux voyages, au Pérou, au Mexique et aux États-Unis notamment en compagnie  de Jacqueline Buvelot, la future directrice du Bugnon. Après avoir enseigné l'anglais quelques années au collège de l'Elysée et au Séminaire Pédagogique, il rejoint l'équipe de démarrage du Gymnase du Bugnon, sous la direction de Michel Dubois.
Alexandre Boudry est l'auteur d'un ouvrage de vocabulaire anglais thématique et d'un ouvrage de grammaire anglaise. Reconnu pour ses qualités pédagogiques, il n'hésitait pas à emmener ses élèves  en séjour linguistique jusque dans les confins du Wisconsin à Baraboo et ses collègues au Lake District. Il a pris sa retraite en juin 2007. 